# Curé nantais
De Curé nantais is een Franse kaas uit het Pays de Retz in het zuiden van het departement Loire-Atlantique. De naam van de kaas is afgeleid van het feit dat deze ontdekt/ontwikkeld zou zijn door een curé (Frans: geestelijke) uit het Land van Nantes. Alternatieve namen voor deze kaas zijn de Fromage du curé en de Nantais.
De Curé nantais wordt gemaakt van koemelk, het is een gewassen korst kaas, de kaas wordt gedurende de rijpingstijd van 5-6 weken gewassen met pekelwater. Voorheen was de kaas rond, tegenwoordig wordt de kaas vierkant aangeboden, met afgeronde zijkanten.
Deze kaas combineert uitstekend met Salidou, een bretonse gezouten boterkaramelcrème.